# 帰国のための渡航書

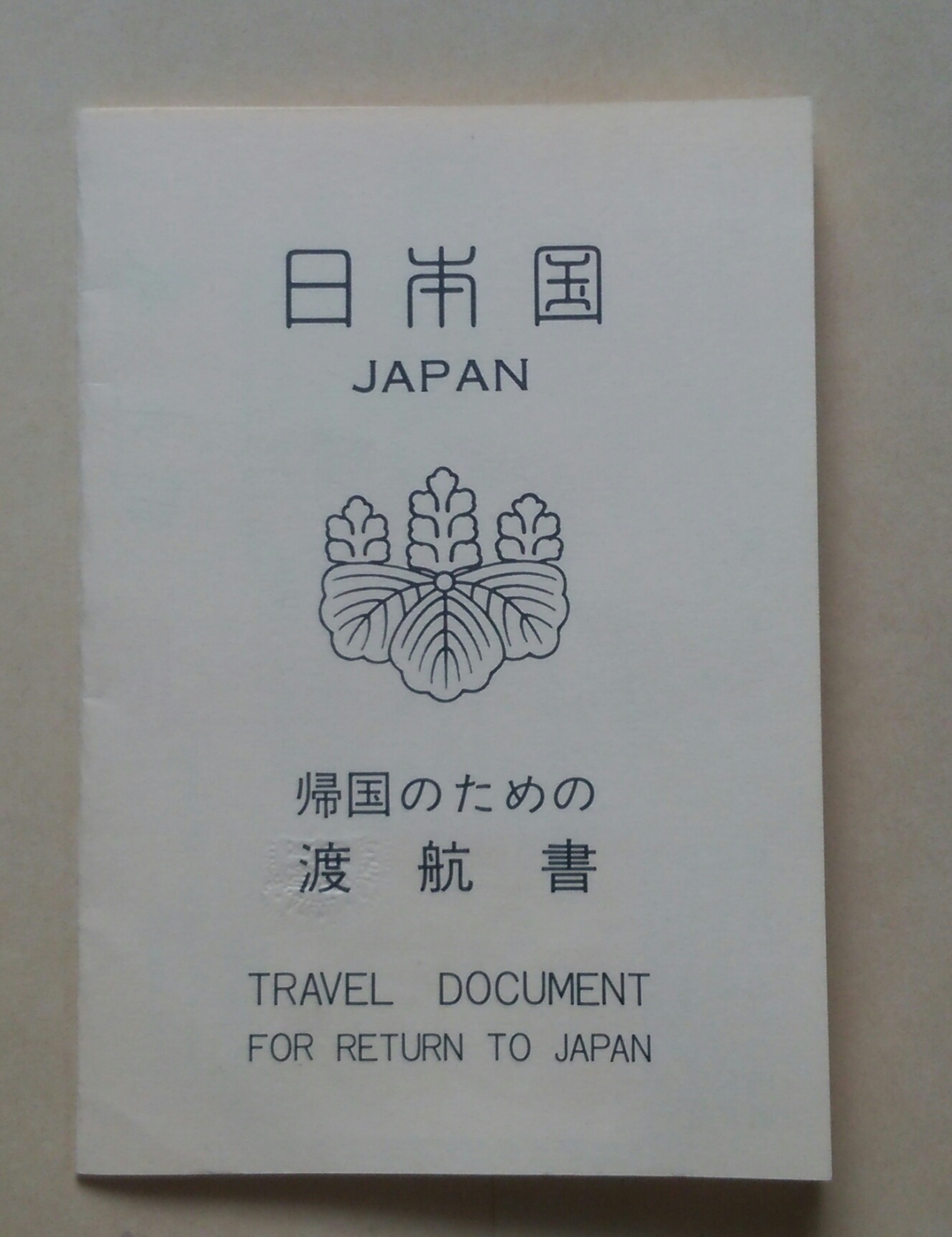
帰国のための渡航書表紙

帰国のための渡航書（きこくのためのとこうしょ、英語：Travel Document for Return to Japan）とは、日本国外の領域に居住・滞在する、日本国籍の在外日本人で、日本国旅券を盗難・紛失・損傷・失効、又は所有していない者が、やむを得ない理由により、（再発給を待つ時間的余裕がないほど）緊急に帰国する必要が生じた場合に、在外公館で交付される片道有効の渡航文書である。旅券法第19条の3に規定されている。

## 概要
日本国外において日本国旅券の盗難・紛失に遭った旅行者等が日本大使館・領事館から交付を受ける。日本への帰国目的に限定された旅行文書であるため、通常は有効期間が数日間とされ、出国手続と日本到着時の帰国手続にのみ行使が限定される。
ただし、「経由地」欄が設けられており、旅程上真に必要であると領事官に認められ記載された第三国がある場合は、その国における航空機等の乗継ぎ・宿泊のための一時入国に使用することも可能となっている。
帰国に際して、空港や港の入国審査場においては、通常の審査場所（ブースや自動化ゲート）ではなく、審査場脇にある入国管理局の審査事務室に行くよう指示される。この際に、入国審査官により帰国確認がなされた時点でその効力を失う。
旅券と異なり、外交用・公用・一般用などの区別はない。

## 旅券の失効
法令上、この渡航書が交付された段階で元の旅券は失効し、外務省のデータベース上も失効処理され、旅券番号が官報公示される。このため、仮に後で発見され、手元に戻って来ても行使することはできず（旧旅券で日本を出国しようとした段階で差し止めとなる）、次に日本からの出国をする場合は、新たに旅券を取得しなければならない。
帰国後、新たな旅券を申請する際、引き続きこの渡航書の保有を希望すれば、無効処理（パンチで「VOID」の消印がされる）をした上で返却してくれることがある。

## デザイン
日本国旅券は事実上の国章として菊紋がデザインされているのに対し、本渡航書は日本国政府の紋章である五七桐花紋がデザインされている。色はベージュである。